# Braymer
Braymer – miasto w Stanach Zjednoczonych, w stanie Missouri, w hrabstwie Caldwell.